# Shi Nai’an
Shi Nai’an (chiń. 施耐庵; pinyin Shī Nài’ān; ok. 1296–1372) – chiński pisarz. Miał zebrać i opracować materiały dotyczące XII-wiecznego powstania chłopskiego Song Jianga, tworząc w ten sposób zasadniczą wersję Opowieści znad brzegów rzek (Shuǐhǔ Zhuàn). Dzieło to uznawane jest za jedną z czterech klasycznych powieści chińskich.
Nie zachowały się informacje dotyczące jego biografii. Prawdopodobnie pochodził z prowincji Jiangsu i był urzędnikiem w Hangzhou. 